# مزرعه اسلام‌آباد (بختگان)
مزرعه اسلام‌آباد، روستایی در دهستان بختگان بخش مرکزی شهرستان بختگان در استان فارس ایران است.

## جمعیت
بر پایه سرشماری عمومی نفوس و مسکن در سال ۱۳۹۵، جمعیت این روستا برابر با ۷۰ نفر (۲۲ خانوار) بوده است.